# Eptesicus diminutus
Eptesicus diminutus је врста слепог миша из породице вечерњака (лат. Vespertilionidae).

## Распрострањење
Ареал врсте покрива средњи број држава. Врста је присутна у Бразилу, Аргентини, Венецуели, Парагвају и Уругвају.

## Угроженост
Подаци о распрострањености ове врсте су недовољни.